# Echo (satélite)

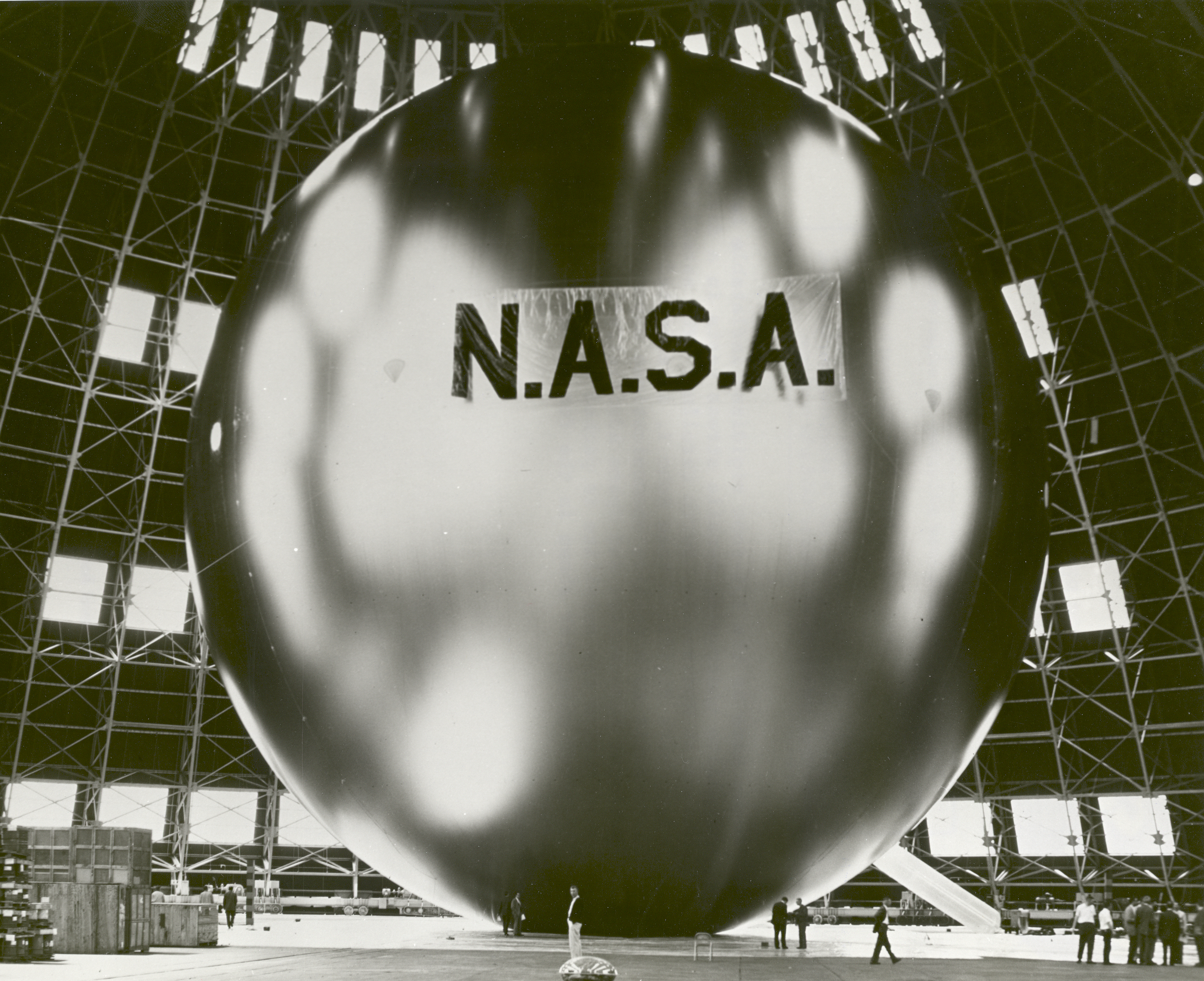
El satélite Echo 2. Las personas que lo rodean dan una idea de su enorme tamaño.

Echo y Echo 2 fueron los dos primeros satélites experimentales de comunicaciones de la NASA. Cada Echo era un enorme globo metalizado diseñado para actuar como un reflector pasivo en el que hacer rebotar señales de comunicación y poder poner en contacto dos puntos alejados de la Tierra. Aunque este método de comunicación fue abandonado en favor de satélites activos, los satélites Echo permitieron probar equipos y estaciones terrestres que serían usados más adelante.
Los satélites fueron lanzados mediante cohetes Delta. El primer lanzamiento, realizado el 13 de mayo de 1960 y llevando al Echo 1 original, falló, tras lo cual se lanzó un reemplazo, el Echo 1A, indistantemente denominado Echo 1.
El tejido que formaba los globos que eran los satélites estaba formado por una capa de 0,0127 mm de mylar.

## Echo 1
Lanzado el 12 de agosto de 1960. Con Echo 1 se realizaron comunicaciones intercontinentales de radio, teléfono y televisión (utilizándose señales a 960 MHz y 2390 MHz para ser reflejadas), demostrándose que la comunicación por microondas con satélites en el espacio era posible. El satélite también fue usado para la medición de la densidad atmosférica a grandes alturas y de la presión de radiación solar, gracias a su elevada proporción área/masa.
El satélite era visible a simple vista desde la mayor parte de la Tierra. Portaba varios transmisores a 107,9 MHz con fines de enviar datos telemétricos, alimentados por baterías de níquel-cadmio que se recargaban mediante 70 células solares distribuidas por el globo.
Echo 1 reentró en la atmósfera el 24 de mayo de 1968.

### Especificaciones
- Perigeo (inicial): 1519 km
- Apogeo (inicial): 1687 km
- Inclinación orbital (inicial): 48 grados
- Diámetro: 30,5 m
- Masa: 66 kg

## Echo 2
Con Echo 2, lanzado el 25 de enero de 1964, continuaron los experimentos de comunicación pasiva (enviándosele señales a 162 MHz), de densidad y de presión de radiación. Además fue usado para realizar mediciones geodésicas. Usó un sistema de inflado mejorado para conseguir una superficie más suave y esférica. Llevaba sensores de temperatura para mediciones de la superficie del globo y sensores de presión para controlar la presión interna. Llevaba dos transmisores alimentados por baterías recargables mediante células solares y que transmitían a 136,16 MHz y 136,02 MHz.
Echo 2 reentró en la atmósfera el 7 de junio de 1969.

### Especificaciones
- Perigeo (inicial): 1030 km
- Apogeo (inicial): 1315 km
- Inclinación orbital (inicial): 82 grados
- Diámetro: 41,1 m
- Masa: 256 k